# Hammouda Ben Abdelaziz
 (mars 2017).
Hammouda Ben Abdelaziz (arabe : أبو محمد حمودة بن محمد بن عبد العزيز), né en 1733 à Tunis et décédé en 1787 dans la même ville, est un ministre et chroniqueur tunisien.

## Formation
Il suit des études à la Zitouna mais se voit aussi formé par son père, Mohamed Ben Abdelaziz, ʿālim et savant religieux. Il commence sa carrière comme professeur à la Zitouna, lorsque Ali II Bey le remarque et le fait introduire à la chancellerie (diwan el incha) où travaille les secrétaires du bey. De plus, il est chargé de la formation du jeune prince, Hammouda Pacha, aux côtés du ministre des Finances Moustapha Khodja.

## Fonctions
Lors de l'accession au pouvoir d'Hammouda Pacha en 1782, Ben Abdelaziz devint son ministre et premier secrétaire (bach kateb). Il rédige une chronique sur le règne d'Ali Ier Pacha (1735-1756) et le début du règne des fils d'Hussein Ier Bey, nommée Al Kitab al bachi. L'historien Ibn Abi Dhiaf note qu'il excelle aussi dans la poésie.
Hammouda Pacha lui désigne comme élève et auxiliaire le mamelouk Youssef Saheb Ettabaâ, nouvellement arrivé à la cour du Bardo, qui commence sa carrière à son service comme garde des sceaux.